# Arnica-brasileira
A arnica-brasileira (Lychnophora ericoides), também conhecida como arnica de Minas, arnica - falsa, arnica-da-serra ou candeia, é uma espécie do gênero Lychnophora da família das Asteraceae,  originária do Brasil. O nome popular arnica-falsa deriva do fato de apresentar morfologia, fisiologia e propriedades terapêuticas muito semelhantes com a verdadeira arnica.
Também é conhecida popularmente como arnica- brasileira (arnica-do-campo, arnica-silvestre ou rabo-de-foguete) a espécie do gênero Solidago, Solidago microglossa DC ou Solidago chilens), da mesma família, com características semelhantes e originária da região meridional da América do Sul.
A arnica-brasileira ou arnica-falsa foi encontrada pela primeira vez pelos colonos imigrantes italianos em Minas Gerais , Brasil, no século XVIII. Muito semelhante com a arnica européia (Arnica montana), que já era usada como chá medicinal desde a idade Média, os colonos passaram a usá-la com o mesmo propósito. Foi citada pela primeira vez na "Farmacopéia Brasileira" de 1929.
É um arbusto perene, heliófilo, rizomatozo, geralmente com um único caule ereto que pode alcançar até 2 metros de altura. Suas flores são amarelas, pequenas, de cheiro agradável e formam uma inflorescência do tipo capítulo na extremidade do caule. Suas folhas são simples, de forma lanceolada medindo entre 0,5 cm de largura e 10 cm de comprimento, dispostas de maneira alternada ao longo do ramo. Os frutos são aquênios com até 0,5 cm de diâmetro. É encontrada naturalmente em regiões de campos rupestres ou cerrados de altitude,  com solos rochosos e com pouca umidade.
No Brasil,  a proliferação desta planta é muito rápida e invasora, podendo até ser considerada como erva daninha. Sua proliferação inibe a germinação de sementes de outras plantas. Pode ser reproduzida por sementes ou por estaquia da parte apical do rizoma (caule). A sua floração ocorre nos meses de março e abril e a sua frutificação a partir de abril.
Pesquisas em espécies semelhantes demonstraram que as partes áreas apresentam como princípios ativos os óleos essenciais (que lhe conferem o cheiro característico), flavenóides, poliacetilenos, dipertenos , mono e sesquiterpenos, saponinas, entre outros. As raízes apresentam substâncias como a runina, inulina, ácido caféico, ácido quínico, clorogênicos, hidrocinâmicos, entre outras.
Como planta medicinal, teve sua eficácia comprovada por pesquisas realizadas na Universidade Federal de Ouro Preto (UFOP), coordenadas pela professora Dênia Antunes Saúde Guimarães. A mesma forma de preparo do extrato realizada pela população - como a imersão da planta em álcool comercial - foi reproduzida nos estudos, e o resultado foi a comprovação de atividades anti-inflamatória, analgésica e cicatrizante, no uso tópico.
A planta é indicada para:
- dores reumáticas
- contusões
- cortes
- coceiras
- picadas de insetos

Age como uma substância:
- analgésica
- anti-inflamatória
- antirreumática
- antimicrobiana
- cicatrizante

Modo de preparo do extrato:

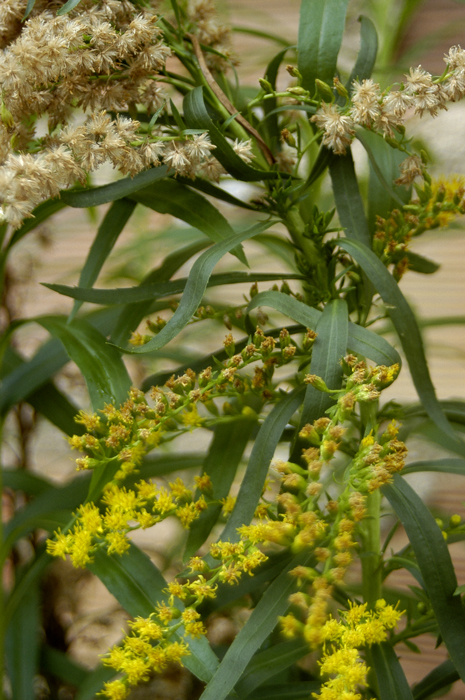
Arnica brasileira do gênero Solidago

O preparado deve ter um litro de álcool e um de água (nunca álcool puro). As folhas devem ficar embebidas na mistura por, no mínimo, uma semana. O líquido deve ser passado sobre a pele para tratar inflamação, dor, hematomas e picadas de insetos.

Note que segundo estudos feitos pela USP não se deve usar a arnica brasileira na forma de bebidas, pois ela é hepatotóxica.